# 古田山 (徳島県)
古田山（ふるたやま）は、徳島県徳島市と名東郡佐那河内村との境界に位置する山である。標高660.9m。

## 地理・概要
剣山から中津峰山（標高773m）まで続く山脈の中央から、約500m北に位置する。山名は麓の字名による。北側の佐那河内村の東山、徳島市八多町では標高300m地点ぐらいまで温州ミカンを栽培している。急斜面には幅2～3mの畑にして早生ミカン、緩斜面には幅3～5mの畑で普通温州ミカンを栽培する。
徳島市街から見ると、西に古田山、中央に中津峰山（標高773m）、西に平石山（648.8m）という風に見える。頂上からは佐那河内村、徳島市等が望める。